# Dmitri Zhilinski

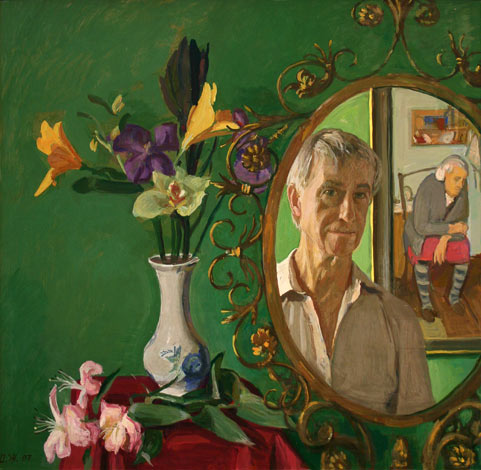
Dmitri Zhilinski

Dmitri Zhilinski (25 de mayo de 1927 - 29 de julio de 2015) fue un pintor, artista gráfico y educador artístico soviético y ruso, autor de artículos y libros sobre arte e historia del arte.

## Biografía
Dmitri Zhilinski es descendiente del gran pintor ruso Valentín Serov, nieto directo de su hermana, Nadezhda (1879-1951), cuyo hijo, Dmitri (1900-1938), se convirtió en el padre de Zhilinski. 
En 1937, el padre de Dmitri Zhilinski fue arrestado y fusilado al año siguiente. Los Zhilinski se convirtieron en la familia de un oficial ejecutado, "enemigo del pueblo", y su situación se volvió bastante desesperada. En 1944, el hermano mayor de Zhilinski, Vasili, reclutado en el ejército en 1943, resultó herido en combate y falleció poco después en un hospital militar. Para salvar a Dmitri Zhilinski de la inanición y brindarle educación, su madre lo envió a Moscú con la prima de su abuela, la pintora Nina Simonovich-Efimova (1877-1948), y con su esposo, el escultor Ivan Efimov, quienes vivían en Novogireevo, a las afueras de Moscú, en una casa especial construida por los artistas para sí mismos y con un huerto donde podían cultivar verduras para alimentarse. Así, Dmitri Zhilinski logró sobrevivir a la guerra e ingresó en el Instituto de Arte de Moscú que lleva el nombre de V. I. Surikov. Los mentores de Zhilinsky fueron Nikolai Chernyshev, Semyon Chuikov, Pavel Korin, Alexei Gritsai y Vasily Yakovlev.
Pertenece a la generación de artistas de estilo severo. Autor de numerosos lienzos narrativos y retratos, en los que se reinterpretan de forma innovadora las tradiciones de la pintura de iconos de la antigua Rusia y la pintura del Renacimiento temprano italiano. Las obras de Zhilinsky de la década de 1960 fueron recibidas con entusiasmo por el público soviético, que comprendió que en el arte doméstico de la posguerra había surgido un artista capaz de traducir el estilo elevado del Renacimiento europeo y la pintura de iconos de la antigua Rusia al lenguaje de la modernidad.

## Retratos reales daneses por Zhilinsky
En 1993, Dinamarca y Rusia se preparaban para conmemorar el 500 aniversario del establecimiento de relaciones diplomáticas, iniciado en 1493 por Juan, rey de Dinamarca, y el zar Iván III de Rusia, quienes intercambiaron instrumentos de ratificación, poniendo en vigor el llamado Tratado de Copenhague el 8 de noviembre de 1493. El embajador ruso Obukhov, quien conocía a Zhilinski como uno de los brillantes retratistas rusos y vio sus retratos de los coleccionistas alemanes Peter Ludwig e Irene Ludwig en el Museo Ludwig de Colonia, propuso que Zhilinski pudiera destacar el aniversario retratando a la reina Margarita II. Esto pondría de relieve las estrechas relaciones históricas entre las dinastías reales danesa y rusa, cuando la hija del rey danés Cristiano IX, María Fiódorovna Románova se casó con Alejandro III de Rusia y se convirtió en la madre del último emperador ruso Nicolás II y de sus hermanos y hermanas.
Margarita II posó para Zhilinski nueve veces en el palacio de Amalienborg antes de que este terminara su retrato, de más de dos metros de altura. Aunque Nina, la esposa de Zhilinski, había sufrido un derrame cerebral, insistió en acompañarlo a Dinamarca y luego en ir al Palacio Real para trabajar en su propia versión del retrato de la reina, que realizó con la mano izquierda. La sociedad danesa acogió con agrado ambos retratos de la reina: el clásico de Dmitri Zhilinski y una versión más ingenua creada por Nina Zhilinski. Margarita II, quien también era una pintora consumada, aceptó la obra de Zhilinski y le ofreció realizar un retrato similar de su esposo, el príncipe Enrique de Dinamarca. El retrato del príncipe Enrique de Dinamarca con ropas reales también fue bien recibido por el público danés y la familia real, y Zhilinski recibió el encargo de retratar al heredero al trono danés, el príncipe heredero Federico X. Dado que en ese momento Federico X cumplía su servicio militar en el regimiento de húsares, se le pidió a Zhilinski que hiciera el retrato de Federico con el uniforme completo de húsar. Cuando Federico X vio su retrato, preguntó si Zhilinski también podía hacer una copia para exhibirla en el cuartel del regimiento donde servía, y Zhilinski realizó una réplica casi idéntica del retrato de Federico.

## Galería

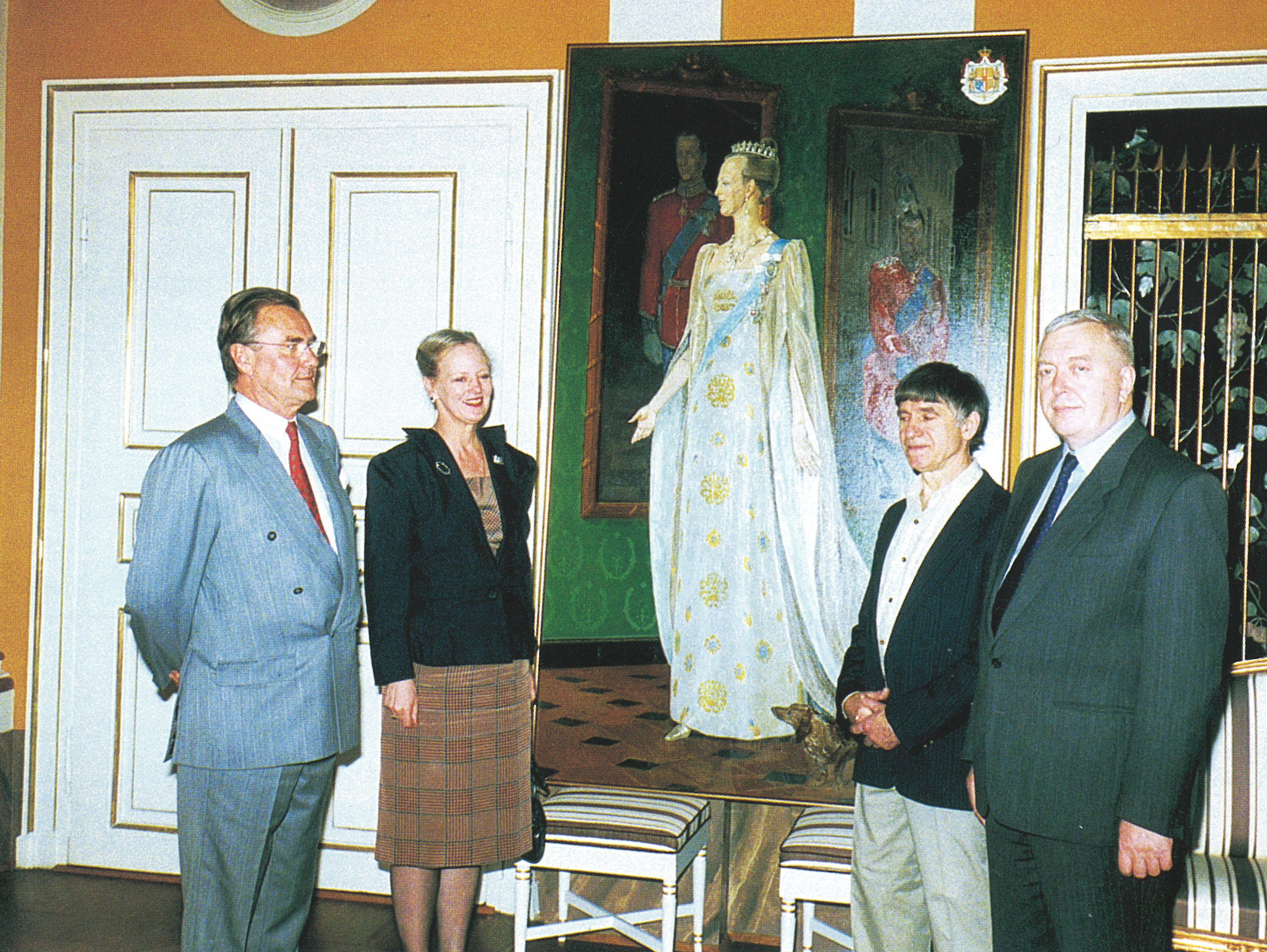
Margarita II y el Principe Enrique de Laborde de Monpezat reciben el retrato de la reina realizado por Zhilinski
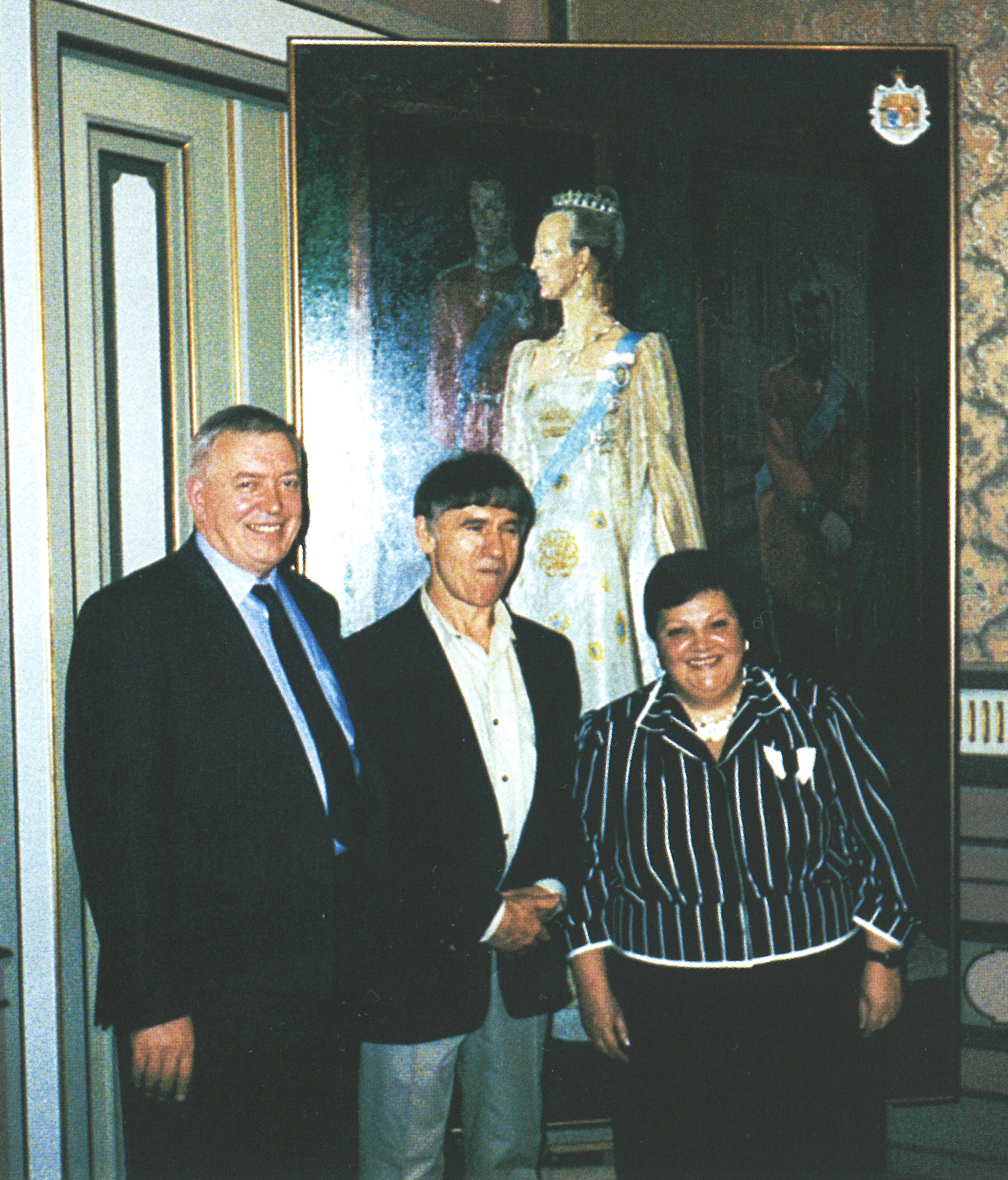
Retrato de la reina por Zhilinski
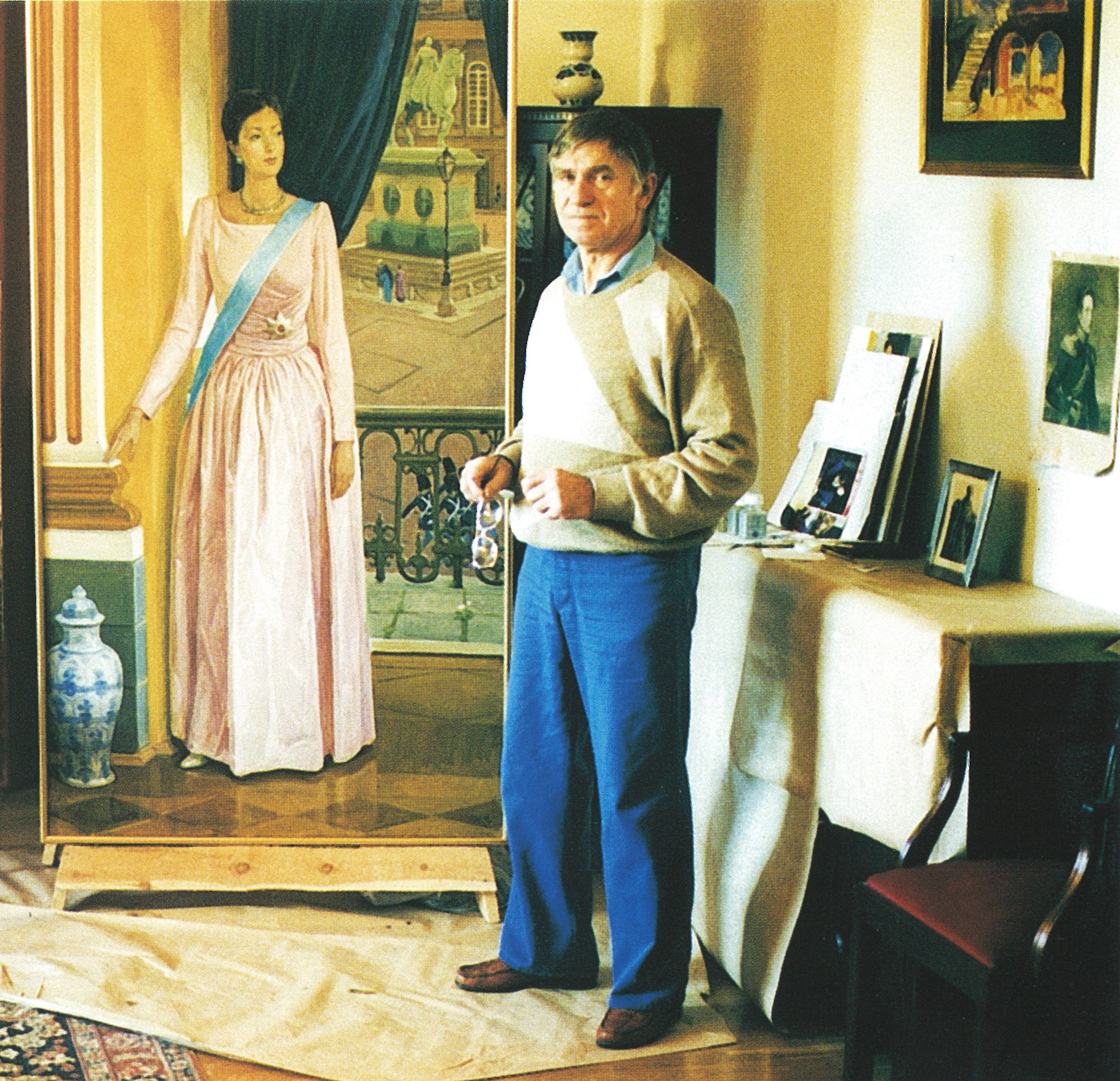
Zhilinski y el retrato de Alexandra Manley, esposa del príncipe Joaquín, 1995
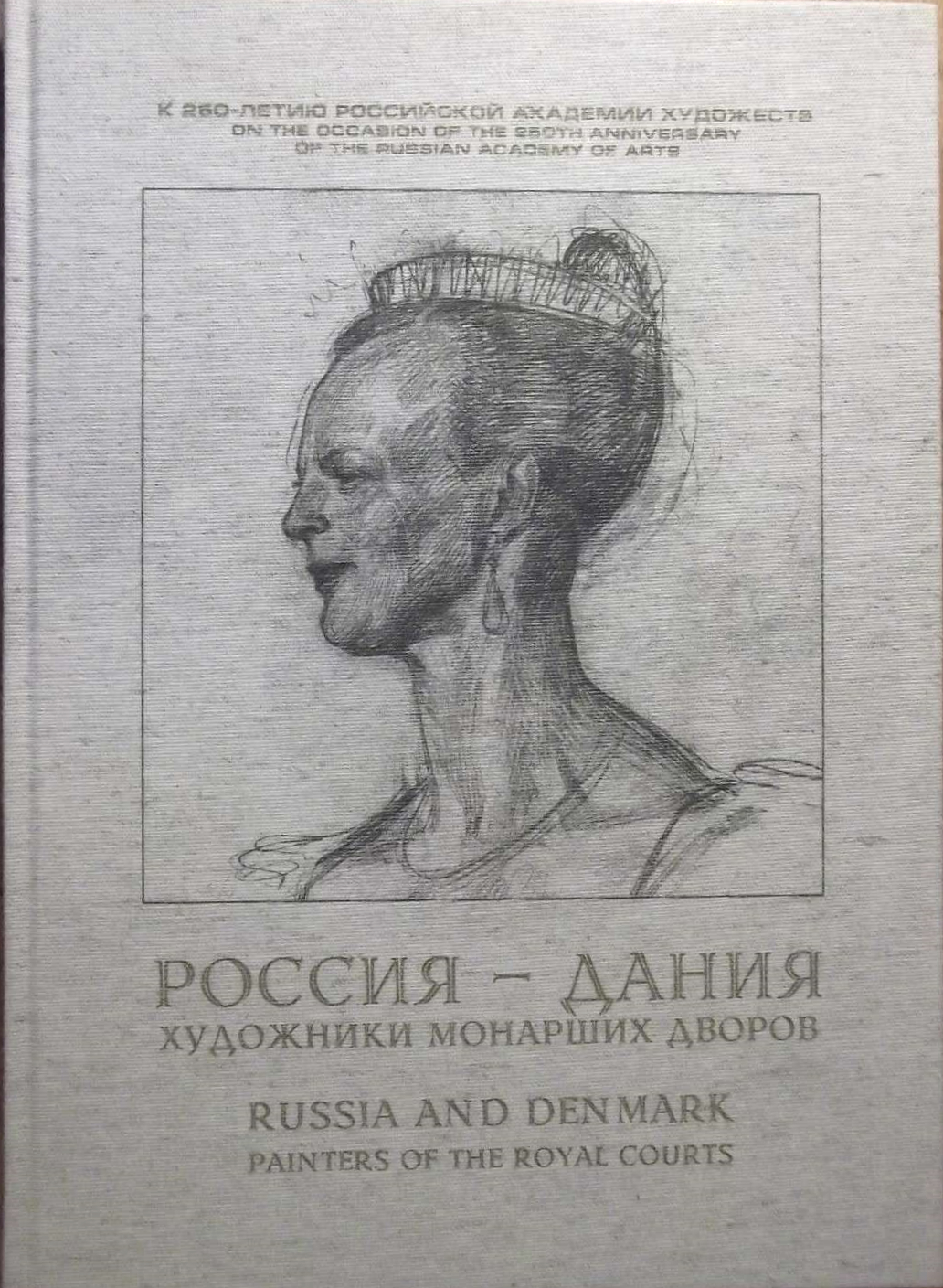
Libro «Rusia y Dinamarca. Pintores de las Cortes Reales» con el retrato de la Reina en la portada.

## El Museo de Arte de Sochi lleva el nombre de Zhilinski
Zhilinski nació en el pueblo de Volkovka, que posteriormente se convirtió en parte de la ciudad de Sochi. Su madre vivía en Sochi, y allí pasó las últimas décadas de su vida. 65 obras de Zhilinski fueron donadas al Museo de Arte de Sochi, conformando el núcleo de su colección. En honor a los logros artísticos de Zhilinsky, el 19 de noviembre de 2019, el Museo de Arte de Sochi recibió el nombre de Dmitri Zhilinski.
.

## Galería

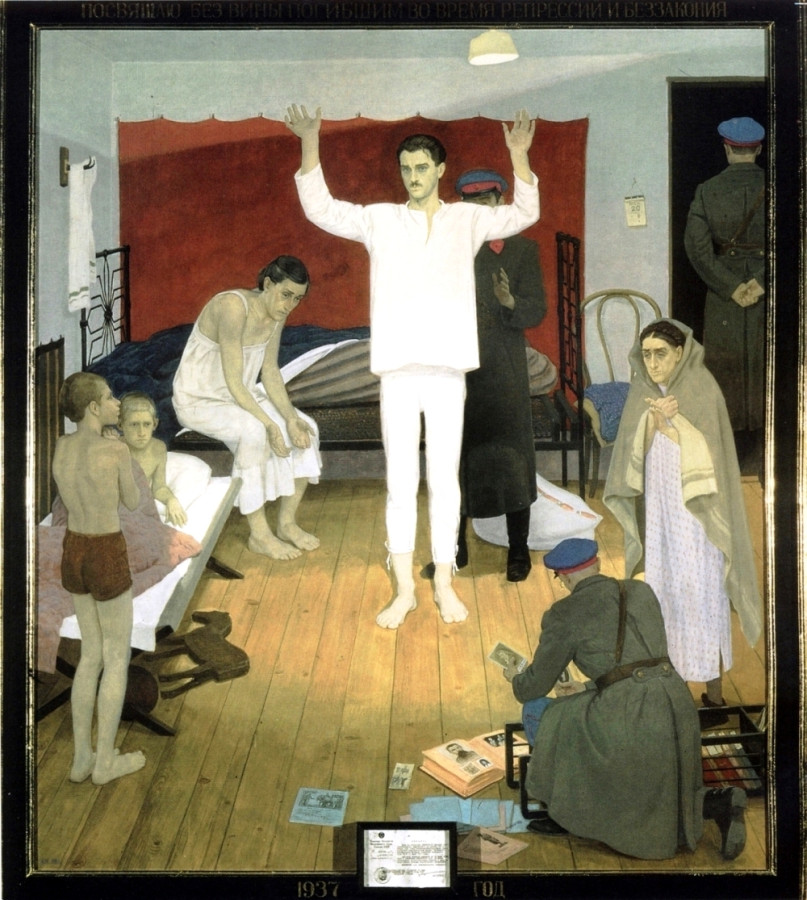
Arresto del padre en 1937
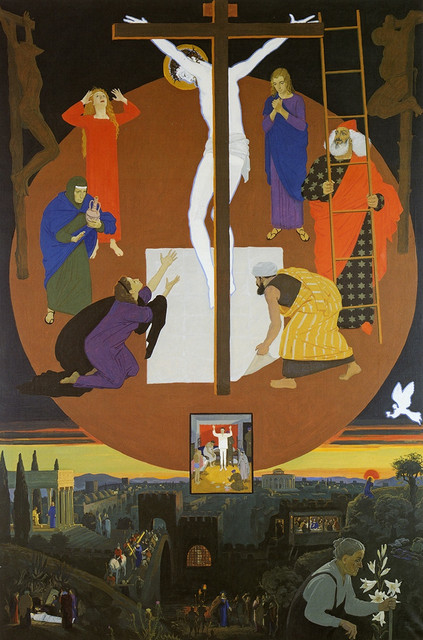
Dios con nosotros, 1991
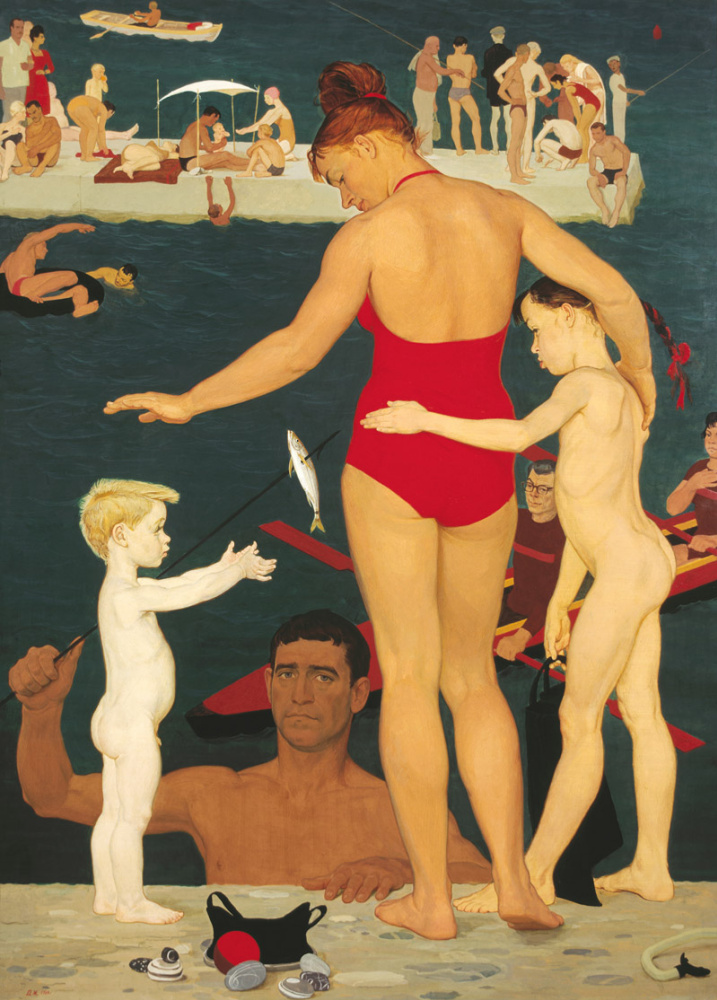
Familia en el mar, 1964
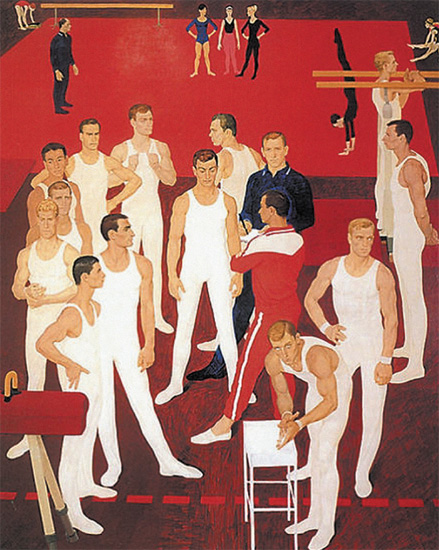
Gymnasts of USSR, 1964
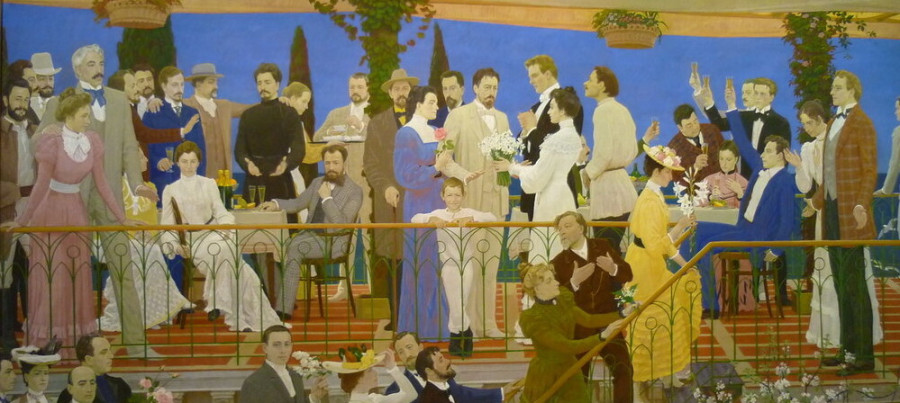
Artistas del Teatro de Arte llegan a Yalta para ver a Anton Chéjov, 1996
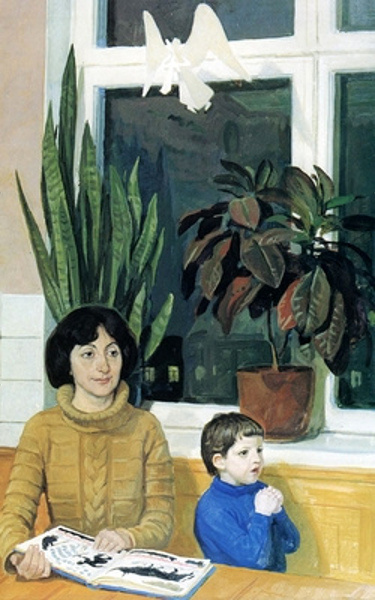
Retrato de la esposa Venera y su hijo Kolya
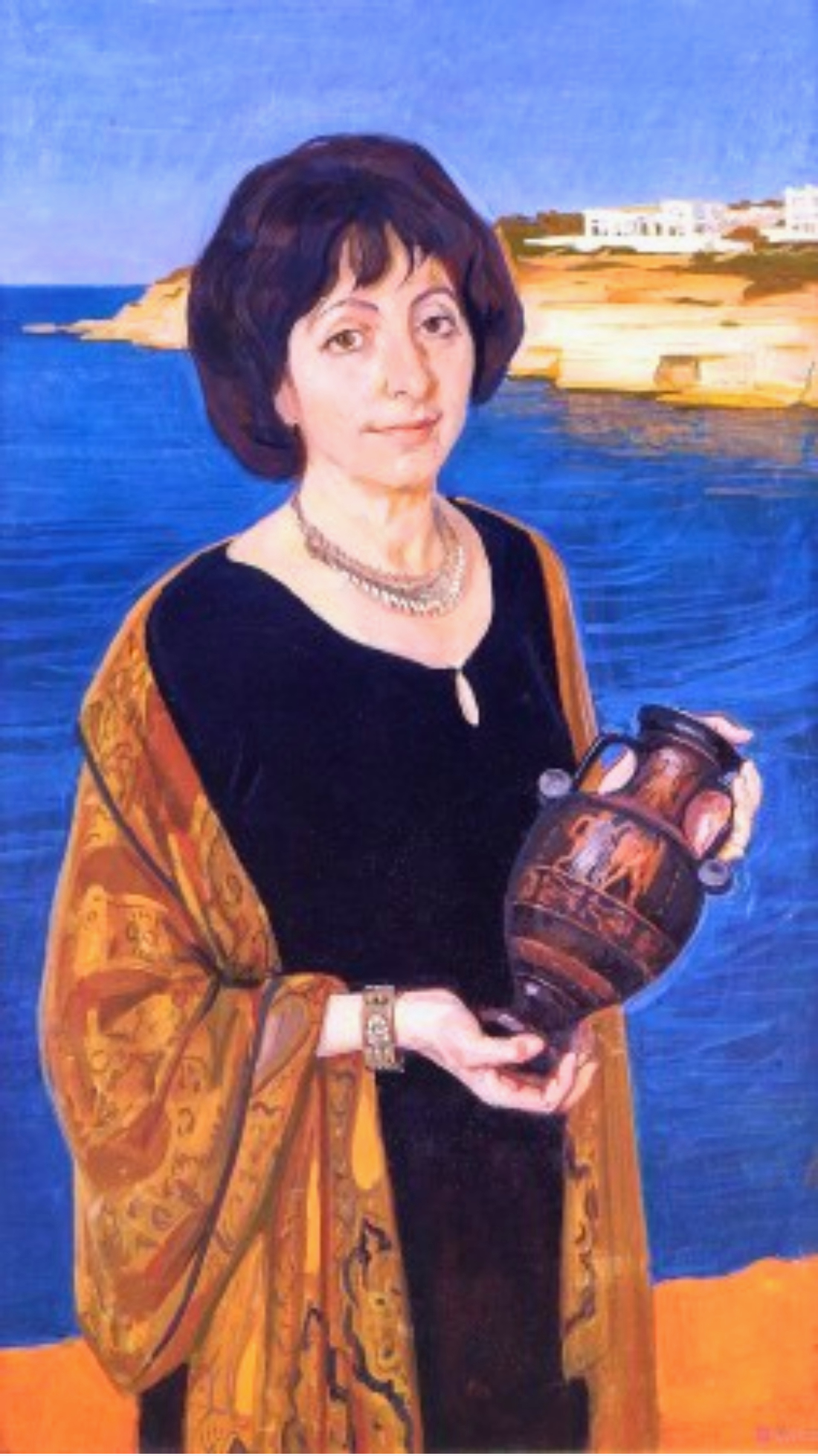
Venera Zhilinskaya en Grecia con ánfora antigua